# Caen
Caen és un municipi francès, situat al departament de Calvados i a la regió de Normandia, situat vora els marges del riu Orne. L'any 1999 tenia 114.007 habitants.

## Economia
La seva importància és deguda a la proximitat de jaciments de ferro (May, Saint André, Maltot, Bully), que l'han convertida en un nucli industrial (foneries, metal·lúrgia, indústria tèxtil). El canal de l'Orne la uneix amb el seu avantport a Ouistreham.

## Curiositats
Hi ha un centre d'ensenyament superior: la Université de Caen, fundada el 1432. La ciutat posseeix notables mostres d'arquitectura medieval normanda, malgrat les destruccions sofertes pels bombardeigs del 1944. Conserva les esglésies romàniques de Saint-Étienne (de l'Abbaye-aux-Hommes) i de la Trinité (de l'Abbaye-aux-Dames), fundades al s. XI per Guillem el Conqueridor i la reina Matilde, respectivament, i el castell, iniciat pel mateix Guillem i continuat als ss XIV-XV, i les esglésies gòtiques de Saint-Pierre (ss XIII-XVI) i Saint-Jean (s. XV). Té un museu de belles arts.

## Història
Ja fou capital de la baixa Normandia en temps de Guillem el Conqueridor (s. XI). Fou presa i saquejada pels anglesos el 1346 i el 1417, i restà sota domini anglès fins al 1450. Durant el s. XVI es desenvolupà molt, gràcies al comerç amb la Guinea i Amèrica, però decaigué a partir de l'edicte de Nantes (1685), per tal com era un important centre protestant. Fou un centre girondí durant la Revolució Francesa.

## Fills il·lustres
- Gabriel Dupont (1879-1914) compositor musical.
- Marthe Le Rochois (1658-1728), cantant d'òpera i professora de cant.

## Educació
- École de management de Normandie